# بئر الرقاع
بئر الرقاع إحدى آبار المدينة المنورة، تقرأ بالكسر وتشديد الراء، وهي بئر جاهلية، يقال إنها سميت بذلك نسبة لغزوة ذات الرقاع لأنهم رقعوا راياتهم، أو لصلاة الخوف بها فوقع ترقيع الصلاة فيها أو لأن خيلهم كانت ملونة، وقد روى البخاري ومسلم عن أبي موسى الأشعري قال: سُمِّيَت بذلك لما لفوا على أرجلهم من الخِرَق.